# Julio Olarticoechea
Julio Olarticoechea (Saladillo, 18 oktober 1958) is een voormalig Argentijnse voetballer.
Olarticoechea speelde bij drie van de grote vijf clubs; eerst bij Racing, daarna bij River Plate en dan bij Boca. Na een kort avontuur bij het Franse Nantes keerde hij terug naar Argentinië en speelde tot 1990 op hoog niveau, zijn carrière beëindigde hij bij Mandiyú.
Met het nationale elftal nam hij aan drie WK's deel. In 1982 werd hij wel in een geen enkele wedstrijd opgesteld. Vier jaar later speelde hij alle zeven wedstrijden en won met zijn team tegen West-Duitsland de wereldtitel. Op het WK 1990 speelde hij vijf wedstrijden. De finale tegen opnieuw West-Duitsland moest hij missen nadat hij in de halve finale tegen Italië een tweede gele kaart kreeg.
1 Almirón ·
2 Batista ·
3 Bochini ·
4 Borghi ·
5 Brown ·
6 Passarella ·
7 Burruchaga ·
8 Clausen ·
9 Cuciuffo ·
10 Maradona  ·
11 Valdano ·
12 Enrique ·
13 Garré ·
14 Giusti ·
15 Islas ·
16 Olarticoechea ·
17 Pasculli ·
18 Pumpido ·
19 Ruggeri ·
20 Tapia ·
21 Trobbiani ·
22 Zelada ·
Coach: Bilardo
1 Pumpido ·
2 Batista ·
3 Balbo ·
4 Basualdo ·
5 Bauza ·
6 Calderón ·
7 Burruchaga ·
8 Caniggia ·
9 Dezotti ·
10 Maradona  ·
11 Fabbri ·
12 Goycochea ·
13 Lorenzo ·
14 Giusti ·
15 Monzón ·
16 Olarticoechea ·
17 Sensini ·
18 Serrizuela ·
19 Ruggeri ·
20 Simón ·
21 Troglio ·
22 Cancelarich ·
Coach: Bilardo